# Michotamia setitarsata
Michotamia setitarsata är en tvåvingeart som beskrevs av Ignaz Rudolph Schiner 1867. Michotamia setitarsata ingår i släktet Michotamia och familjen rovflugor. Inga underarter finns listade i Catalogue of Life.